# Ridvan (Vorname)
Ridvan (arabisch رضوان, DMG Riḍwān ‚Paradies, Engel‘) wird als männlicher Vorname gebraucht. Ridwān gilt im Islam als Engel, der das Paradies bewacht. Somit bedeutet der Vorname Ridvan „Wächter des Paradieses“. Der Name wird in islamisch geprägten Ländern genutzt, vor allem aber in der Türkei (Rıdvan), in Albanien, im Irak und Iran. Die türkische Form des Namens ist Rıdvan.

## Namensträger
- Ridvan Balci (* 1993), türkisch-deutscher Fußballspieler (türk.: Rıdvan Balcı)
- Ridvan Bode (* 1959), albanischer Politiker
- Ridvan Dibra (* 1959), albanischer Dichter, Literaturwissenschaftler und Journalist
- Ridvan Kardesoglu (* 1996), liechtensteinisch-türkischer Fußballspieler

## Schreibweise Rıdvan
- Rıdvan Baygut (* 1985), türkischer Taekwondoin
- Rıdvan Bolatlı (1928–2022), türkischer Fußballspieler
- Rıdvan Çakır (1945–2017), türkischer Präsident der DİTİB (2003–2007)
- Rıdvan Dilmen (* 1962), türkischer Fußballspieler und -trainer
- Rıdvan Kılıç (* 1955), türkischer Fußballspieler
- Rıdvan Koçak (* 1988), türkischer Fußballspieler
- Rıdvan Sağlam (* 1988), österreichisch-türkischer Fußballspieler
- Rıdvan Şimşek (* 1991), türkischer Fußballspieler
- Rıdvan Yılmaz (* 2001), türkischer Fußballspieler

## Schreibweise Ridwan
- Ridwan as-Sayyid (* 1949), libanesischer Journalist, Schriftsteller und Islamwissenschaftler
- Ridwan (* 1989), indonesischer Leichtathlet